# 구미시의 지질

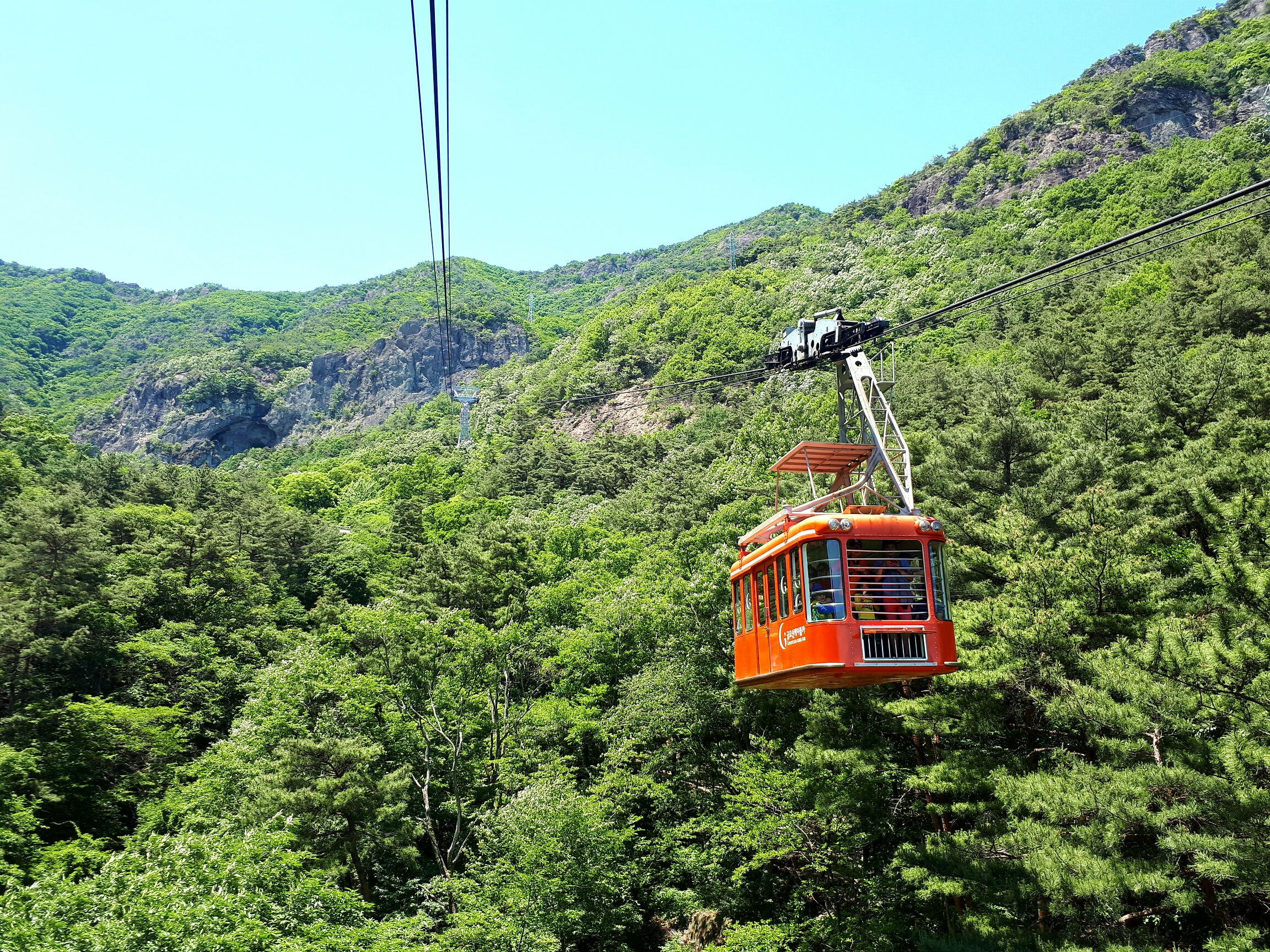
선캄브리아기 암석으로 구성된 금오산

본 문서에서는 경상북도 구미시의 지질과 지질유산에 대해 설명한다.

## 개요
경상북도 구미시는 선캄브리아기 영남 지괴/영남 육괴와 중생대 백악기의 퇴적 분지 경상 분지의 경계에 위치해 있어, 대략 낙동강을 경계로 구미시 서부에는 선캄브리아기 기반암이, 동부에는 경상 누층군 낙동층, 하산동층이 분포한다.
1:5만 지질도 상으로
- 옥산동 지질도폭[1989]의 서부 (무을면)[2]
- 선산 지질도폭[1989]의 중,서부 (선산읍, 고아읍 북부, 도개면, 해평면)[3]
- 구미 지질도폭[1974]의 북부 (구미시 시가지 지역)[4]
- 군위 지질도폭[1980]의 남서부 (장천면 오로리)[5]
- 대율 지질도폭[1980]의 북서부 (장천면)[6]

에 해당한다.

## 선캄브리아기
구미시 서부는 선캄브리아기 영남 육괴에 속해 선캄브리아기의 편마암류와 화강편마암이 분포한다.

### 편마암 복합체
편마암 및 편암 등 편마암 복합체는 구미시 서부 무을면과 선산읍 등지에 분포한다.
옥산동 지질도폭(1989)의 영남변성암복합체 혼성편마암복합체(PCEhgn)는 주로 장석, 석영, 흑운모 및 부분적으로 각섬석을 포함하며 암상에 따라 편마암, 반상변정질 편마암, 우백질 편마암 및 각섬석 흑운모 화강편마암으로 세분된다. 이 암석은 원래 본 지역에 넓게 분포되어 있던 흑운모 편암이 화성암의 광범위한 관입을 받은 후 다시 광역 변성작용을 받아 변성분화작용의 정도에 따라 여러 가지 암상을 띠는 것으로 추정된다.
선산 지질도폭(1989)의 편마암 및 편암(PCEpgn)은 반상변정질 편마암과 호상 편마암으로 구분되며 전자가 더 많다. 편마암은 토날라이트(tonalite)와 아다멜라이트에 해당하는 광물조성을 보이는 것이 있어 편마암류 중에는 각섬암과 운모편암을 기원암으로 하는 것이 있음을 시사한다. 반상변정질 편마암체 내에는 소규모의 호상 편마암이 산출된다. 엽리의 주향은 북동 60~80°, 경사는 남동 50~85°이다.

### 화강편마암
화강암질 편마암 또는 화강편마암은 김천시에서 넘어와 구미시 시가지 지역에 분포하며 구미 지역에서 가장 오래된 암석이다. 경상 누층군 낙동층 및 금오산 지역 응회암류의 기반암이 되며 임수동 및 양호동 일대에서 선산 화강섬록암에 관입당했다.
주로 화강암질 편마암으로 구성되나 간간이 호상 흑운모 편마암, 안구상 편마암 및 반상변정 편마암이 협재된다. 화강암질 편마암은 중립질로서 석영, 장석 및 소량의 흑운모로 구성되며, 보통 괴상(塊狀)이나 석영 및 장석립들이 신장되어 미약한 편리를 보여주기도 한다. 인의동 지역에서는 동-서 방향의 소규모 단층이 발달한다. 현미경 관찰에 의하면 석영, 정장석, 미사장석, 사장석 및 흑운모와 소량의 견운모로 구성된다.
금오산은 시생대와 원생대에 속하는 화강편마암과 화강암으로 이루어져 있으며, 암석이 노출된 화강암 부분이 많고 화강편마암이 일부 산재해 있다.

## 쥐라기 화성암

### 편마상 화강암
편마상 화강암은 옥성면 초곡리, 도개면, 해평면 지역에 분포하며 선캄브리아기 편마암을 관입하고 도개면~해평면 지역에서 경상 누층군 낙동층에 의해 부정합으로 덮힌다. 흑운모의 배열에 의한 편마구조가 발견되어 선산 지질도폭에서 편마상 화강암이라 지칭하였다. 주로 미사장석, 사장석, 석영 및 방향성을 보이는 흑운모로 구성되며 미량의 산화철광물 및 인회석을 수반한다.

### 세립질 흑운모 화강암
세립질 흑운모 화강암은 구미시 북부 옥성면 지역에 분포하는 화강암으로 저반 및 암맥 형태로 산출된다. 황산동부근에서는 본 암석이 중성암맥에 의해 관입 당했으며 월류봉 동쪽에서는 본 암석이 흑운모 화강암 안에 암맥으로 관입하여 있다.

## 경상 누층군낙동층
낙동층(Nakdong formation, Rakutō formation 洛東層) 또는 연화동층(Knnk; Kyeongsang supergroup Yeonhwadong formation, 蓮花洞層)은 경상 누층군 신동층군의 최하부 지층으로, 영남 육괴의 선캄브리아기 암석을 부정합으로 덮고 있다. 낙동층은 경상 분지 가장 서쪽에서 상주시 사벌국면부터 광양시에 이르기까지 측방으로 약 200 km 연장되며 분포한다. 낙동층은 암회색 이암, 셰일, 역암 및 사암으로 구성되며 하부에 탄질셰일, 흑색 셰일 및 무연탄을 협재한다.
낙동층은 편마암류 및 화성암류로 된 지반의 침식면상에 부정합으로 퇴적되어 있으며, 낙동 지질도폭에서는 하부의 역암 우세대(優勢帶)를 만경산층원으로, 상부의 사암과 셰일이 우세한 층을 금당리층원으로 구분하였다. 구미시 내에 분포하는 낙동층은 대부분이 만경산층원이고 금당리층원은 산동읍 송산리, 백현리 지역에만 분포한다.

### 암상
선산 지질도폭(1989)에서는 만경산층원이 세분되어 하부 만경산층원과 중부 만경산층원, 상부 만경산층원으로 3등분된다.
하부 만경산층원(Nakdong formation lower mangyeongsan member)은 신동층군의 최하부 만경산층원의 아래쪽 지층으로 그 아래쪽의 선(先)백악기의 기반암을 난정합(Non-conformity)으로 덮는다. 사질역암, 역질사암, 역암, 사암, 실트질사암, 셰일로 구성되며, 전반적으로 역질암이 사암보다 우세하다. 두께는 310 m이다. 중부 만경산층원(Nakdong formation middle mangyeongsan member)은 만경산층원 중부의 얇은 지층이며 낙동도폭 지역에서는 나타나지 않고 구미시 도개면-해평면 지역에서 최대 120 m의 두께를 보이나 그 남북으로 갈수록 소멸된다. 구체적으로 도개면 북방에서 0 m, 군위군 소보면 흰치고개에서 120 m, 법주사에서 80 m, 도리사에서 50 m로 북쪽에서 남쪽으로 갈수록 얇아져 구미도폭 지역에서 첨멸된다. 주로 담회색 역암으로 구성되며 흰치고개에서는 두께 4 m의 사층리가 발달한다. 상부 만경산층원(Nakdong formation upper mangyeongsan member)은 만경산층원 상부의 지층이며 중부층원 또는 하부층원을 정합으로 덮는다. 역질사암 및 사암으로 구성되며 두께는 160 m이다.
선산 지질도폭에 의하면 금당리층원은 역질사암, 역암, 녹회색 이질(泥質)사암으로 구성되며 이에는 130매의 녹회색, 녹회색, 암회색 내지 흑색 셰일, 실트스톤 및 이질암을 협재한다. 전체적으로 층리가 잘 발달되어 있으며 본 층원 역질 사암과 역암의 역(礫)들은 장축이 6 cm 이하이고 편마암 및 화강암력이 우세하며 규암은 적다. 남쪽 산동읍 지역에서 북서 15~30°, 북쪽 소보면 지역에서 북서 40~80°이고 경사는 동 10~28°이며 두께는 낙동도폭 내 금당리 지역에서 약 650 m, 선산도폭(1989) 내 군위군 소보면-구미시 산동읍 지역에서 1800 m이다.
구미 지질도폭(1974)에 의하면 낙동층은 구미시 내에서 대부분이 낙동강 동부 지역에 분포하나 금오산 주변에도 소규모로 분포한다. 낙동강 동부에서는 화강암질 편마암(PCEggn)을 기반암으로 하여 역암, 역질사암, 및 사암의 호층(互層)으로 이루어지며, 칠곡군 가산면 남쪽 유학산 일대에서 응회암과 화강섬록암에 관입당했다. 
구미시 산동면 일대의 낙동층은 화성활동의 영향을 받지 않은 지역으로서 기저 역암을 하부로 하여 역암, 역질 사암, 사암 및 사질 셰일의 호층(互層)으로 구성되며, 기저 역암층은 지역적으로 다르나 약 2 m 내외의 두께를 가진다. 본 도폭 지역에서의 낙동층은 낙동층 하부에 속하며 두께는 화강섬록암의 관입으로 다소 변화는 있으나 대략 700 m 이상이다. 층리는 응회암 및 화강섬록암의 관입 접촉부는 심하게 교란되어 있다. 구미시 산동면 일대에서 층리의 주향과 경사는 북동 15°및 남동 15°이며, 구미시 장천면-칠곡군 가산면 일대에서 북동 2°및 남동 15°로서 층리의 주향방향은 다소 변하나 경사는 11~19°이다.
대율 지질도폭(1981)에 의하면 유학산 북편에서 구미시 장천면 여남리, 금산리까지 분포한다. 주로 사암, 역질사암, 역암 등 조립질 쇄설암이 우세하다. 낙동층 중에 협재된 역암 및 역질사암(Knnkc; pebbly sandstone or conglomerate in Yeonhwadong formation)의 자갈은 장경 10 cm에 가까운 것도 있으나 대체로 2~4 cm 크기이다. 이들의 측방 연속성은 매우 약한 편이어서 1 km 이상 추적이 불가능하다. 자갈을 1/4 이상 포함하는 역암은 역질사암 속에 국부적으로 나타나며 전체적으로는 역질사암으로 보아야 하는 것들이 대부분이다. 상부의 하산동층과는 자색층을 협재하지 않는다는 점에서 구분되며 기타 암질에는 큰 차이가 없다. 본 지층은 대체로 북동 10~30°의 주향과 남동 10~15°의 경사를 보여주며 두께는 약 120 m 정도이다. 낙동층 중에는 식물화석 Onychiopsis elongata (Geyler), Cladophlebis sp., 동물화석 Nadongia soni (Yang, 1975), Viviparus sp. 등이 산출되었다.
구미시의 낙동층
- 구미시 장천면 오로리 장천로 도로변 (이하 동일)

### 퇴적 환경
구미시 산동면과 해평면 일대에 분포하는 낙동층의 중부 만경산층원, 상부 만경산층원, 금당리층원의 퇴적상조합을 통해 퇴적환경을 유추한 결과, 자갈이 많은 유속이 빠른 하도 내에서 수평층리가 발달하고, 웅덩이와 같은 환경에서는 퇴적이 일어난 후 유량 증가에 의한 사질퇴적물의 공급이 일어나는 과정이 반복된 것으로 추정된다. 또한 많은 유량, 유속의 증가에 의해 인접한 자연 제방의 붕괴로 쇄설류가 하도 내부나, 인접한 웅덩이로 유입되는 환경에서 퇴적된 것으로 해석된다. 이곳에 분포하는 낙동층의 역암과 역질사암을 구성하고 있는 역은 주로 규암이나 화강암의 것이다.

### 화석
구미시 산동면 봉산리(북위 36° 08′ 54″ 동경 128° 26′ 30″ / 북위 36.14833°  동경 128.44167° ) 일대에 공단 조성을 위해 공사하면서 노출된 낙동층의 한 이암층 단면에서 320여 점의 식물 화석이 산출되었고, 왜관도폭 지역인 칠곡군 왜관 나들목 부근 도로 확장 공사 현장(N 35°56'50", E 128°24'22")에서 소철류 외 식물 화석 390여 점과 왜관읍 금산리(북위 35° 57′ 52″ 동경 128° 23′ 49″ / 북위 35.96444°  동경 128.39694° ) 공장부지에서 열대 및 아열대 지역에서 자생하고 있는 나무고사리 화석을 포함한 총 520여 점의 화석 식물이 산출되었다. 이중 보존 상태가 좋은 244점을 형태적 특징에 의해 분류한 결과, 20속 33종으로 분류되었다. 선태류, 속새류, 양치류, 소철류, 구과류, 은행류 등의 화석이 산출되었으며, 양치류와 고사리 화석은 낙동층이 퇴적될 당시의 기후가 현재보다 매우 온난 습윤하였음을 지시한다. 낙동층 식물 화석군은 전기 백악기의 바렘절(Barremian) 전기~압티안절(Aptian) 전기에 해당되는 것으로 보인다.
구미시 산동면 봉산리의 낙동층에서 우산이끼(liverwort) 화석인 Thallites yabei (Kryshtofovich)를 발견했다. 이 지역의 낙동층은 다른 식물 화석도 많이 나오는 암회색~흑색 셰일과 세립질사암으로 구성되어 있다.
장기홍(1989)은 선산군 장천면 금산리 한구미마을 입구 도로변과 가동지제방 개울 건너 2개 지점의 낙동층 상부에서 Clypeator jiuquanenis, Peckisphaera verticillata 및 Stenochata sp.를 산출하였다.
선산군 장천면 금산리 지역에서 1989년 윤조화석이 산출되었으며 이는 독일의 Nehden 지역에서 보고된 바렘절(Barremian)의 윤조화석군과 유사하다. 산출된 윤조화석은 Clypeator jiuquanensis, Peckisphaera verticillata, Aclistochara cf. rotunda, Tolypella sp., Clavatoroidea gyrogonite 4종 4속과 1형태종이다. 따라서 낙동층의 지질시대는 이전에 추정되었던 오트리브절(Hauterivian)보다 더 상위인 바렘절까지 연장될 것으로 보고되었다.

### 천생산
구미시 장천면 신장리에 위치한 천생산(408.2 m)은 산마루가 길고 평탄하여 마치 테이블 마운틴, 거대한 탁자와도 같은 형태를 보인다. 이는 낙동층의 층리면을 따라 풍화 및 침식 작용에 의해 형성된 지질 유산으로 낙동층의 암상과 퇴적 구조, 침식 지형 등을 관찰할 수 있다. 이는 타 지역에서는 관찰할 수 없는 특이한 지형이다.

## 경상 누층군하산동층

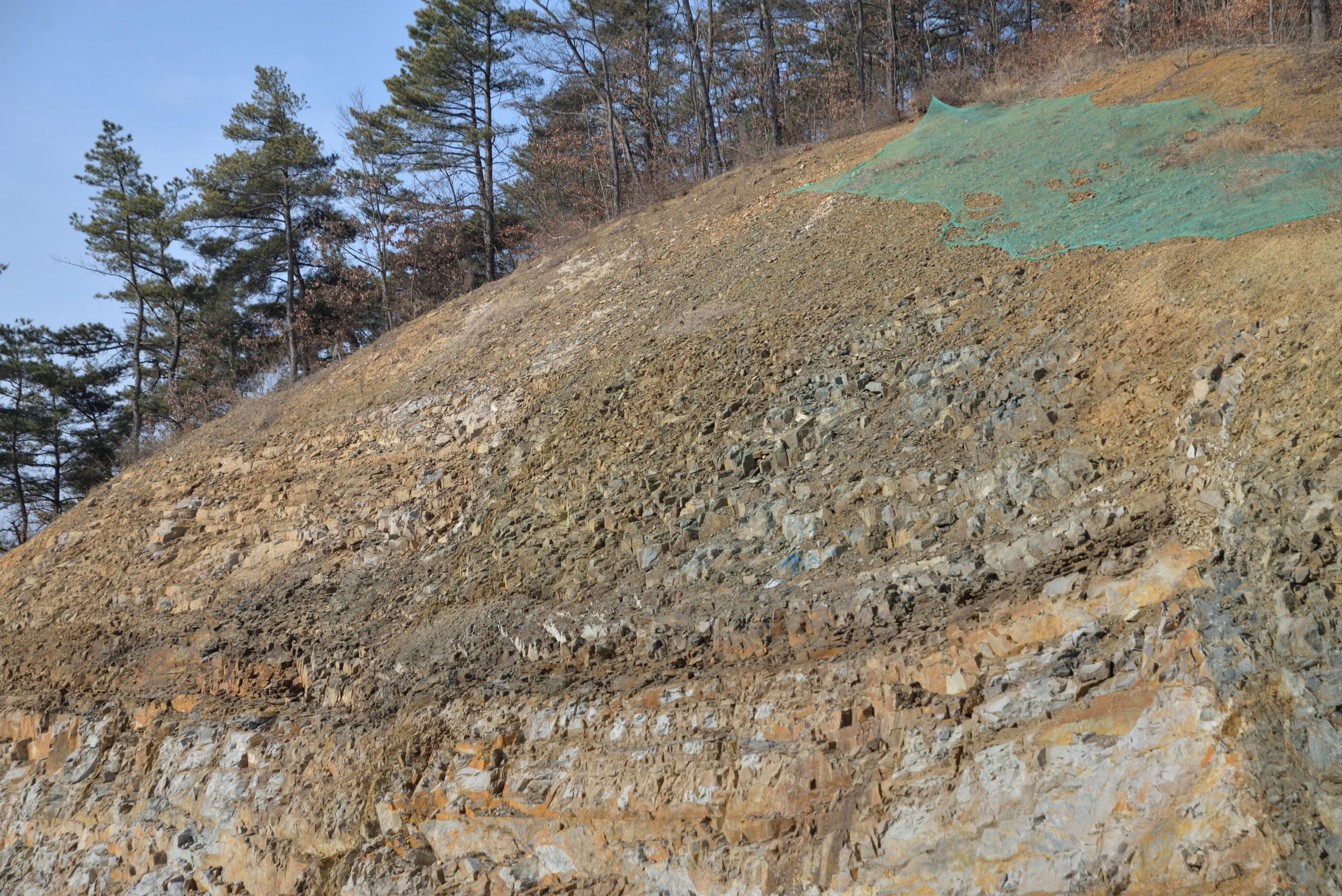
구미시 장천면 오로리 장천로 도로변

하산동층(Hasandong formation, Kasando formation, 霞山洞層)은 경상 분지의 퇴적암 지층으로 경상북도 의성군 다인면에서 경상남도 하동군까지 연장된다.
대율 지질도폭(1981)에 의하면 사암 내지 역질사암 및 이암이 우세하며 자색층의 협재로서 낙동층 및 진주층과 구별된다. 구미시 장천면-군위군 효령면 지역의 하산동층 중부에는 비교적 연속성이 양호한 백색 역암 내지 역질사암이 나타난다. 이 층을 추적하면 저색층 협재에 의한 본래의 하산동층의 경계선과 사교하는 것으로 나타난다. 하산동층에 협재되는 역암은 연화동층(낙동층)의 역암과 비슷하다.
하산동층 중부, 즉 효령면 내이리-장천면 묵어리 간 산지의 산허리에 나타나는 70 m 이상의 두께를 갖는 역암 또는 역질사암은 주목된다. 이는 흰색의 띠가 산허리를 두른 것 같아 멀리서도 관찰이 용이하며 추적하기 쉽다. 이는 낙동, 의성도폭에서 하산동층을 다인층원과 문암산층원으로 구분하는데 기준으로 삼았던 문암산층원의 기저 역암에 대비되는 것으로 추정되나 확실하지는 않는데 역암층 외에도 이와 비슷한 흰색의 역암층이 다른 층준에서도 나타나기 때문이다.
하산동층은 북동 10~30°의 주향과 남동 5~15°의 경사를 보이며 칠곡군 가산면 석우리와 구미시 장천면 명곡리 부근에서는 약 북동 10°의 주향을 갖는 향사 및 배사 습곡축이 발달한다. 두께는 약 500 m 내외이다.

## 금오산 칼데라

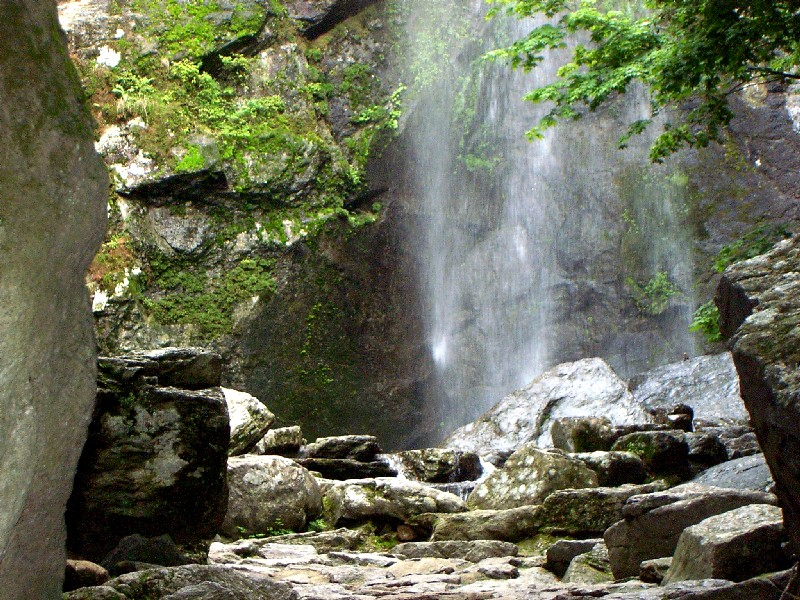
금오산의 폭포

금오산 주변 지역에는 선캄브리아기 화강편마암이 분포하지만 금오산 중심 지역에는 중생대 백악기의 화산암류가 분포한다. 구미 지질도폭의 금오산 화산암류는 금오산 지역인 구미시 남통동, 수정동, 김천시 남면 오봉리, 칠곡군 북삼읍 숭오리의 경계 지역에 분포하는 화산암으로 유문암질암과 안산암질암(유문암, 유문암질 석영안산암, 및 각력질 안산암)이 교호한다. 선캄브리아기 화강편마암과 경상 누층군 낙동층에 대해 분출 내지 관입하였다. 영명사 부근에서는 유문암 하부에 셰일과 역암 지층이 소규모 분포하는데 이들은 규화되어 있다. 금오산 화산암류 내에는 여러 방향의 절리가 발달한다.
황상구 외(2021)에 의하면, 금오산 칼데라의 직경은 3.5×5.6 km 이고 칼데라 북부에서 350 m, 남부에서 600 m 내려앉은 비대칭 침하를 보이는 지루 구조를 나타낸다. 또한 황상구 외는 금오산 지역 화산암류를 하부로부터 백악기의 구미층, 안산암질암류인 영암산 응회암, 부상리 안산암, 유문암질암류인 오봉리 응회암, 도선굴 유문암, 금오산 응회암과 암맥으로 구분하였다.

### 구미층
구미 지질도폭에서는 낙동강 서부인 금오산 지역에 경상 누층군 낙동층이 분포한다고 하였지만 황상구 외(2021)는 이 지층이 주로 녹회색 내지 회색의 사암, 역암과 셰일로 구성되며 상부에서는 저색 사암과 이암이 협재된다고 하여 경상 누층군의 지층과 대비가 어렵다고 하여 구미층으로 명명하였다.

### 안산암질암류
영암산 응회암은 구미층과 화강편마암을 부정합으로 덮으며 지층의 두께는 최고 300 m이다. 그 위의 부상리 안산암은 최고 200 m의 두께를 보이나 측방 변화가 심하고 사장석을 다량 함유하고 소량의 각섬석을 포함한다.

### 유문암질암
오봉리 응회암은 부상리안산암 위에 놓이고 도선굴 유문암에 의해 덮이며 두께는 약 150 m 이상으로 추정된다. 대부분 라필리 응회암으로 층리가 불량하나 최상부 약 15 m 가량은 층리가 발달하는 층상 응회암이다. 그 위의 도선굴 유문암은 거의 다 용암류이며 북동부 계곡에서 최대 약 350 m의 두께를 보이고 남서쪽으로 갈수록 얇아지며 남동쪽에서 지표에 노출되지 않는다.

### 금오산 응회암
금오산 응회암은 칼데라 형성과 직접 연관된 응회암으로 두께는 최고 600 m이다.

### 유문암맥
유문암맥은 칼데라의 경계를 따라 환상(環狀; 고리 모양)으로 분포하며 회백색 내지 유백색을 띠는 석정질 유문암(stony rhyolite)으로 구성된다. 이 암맥은 칼데라 함몰에 의한 환상 단층을 따라 유문암질 마그마가 관입한 것이다.

## 불국사 화강암

### 흑운모 화강암
중생대 백악기의 불국사 화강암은 구미시 도개면 다곡리와 산동읍 도중리 지역에 분포한다.

### 산성암맥
산성암맥류는 경상 누층군과 그 이전의 암석에 국소적으로 관입해 있으며 구미 전역에 산재해 있다. 규장암, 석영반암 및 화강반암으로 구별되며 암맥과 암상으로 산출된다. 동일한 암맥에 있어서도 폭이 10 m 이상인 경우에는 그 연변부가 규장암이고 중심부에는 입도가 큰 석영반암또는 화강반암으로 변하는 경우도 있다.

## 단층
구미시 북부에는 가음 단층대의 일부인 우보 단층과 신녕 단층이 북북동-남남서 주향으로, 낙동 단층이 북북동 주향으로 통과한다.

### 우보 단층
우보 단층(友保 斷層, Ubo Fault)은 의성군 우보면 이화리를 중심으로 서북서 방향으로 발달한다. 우보 단층은 선산(1989) 및 군위(1981) 지질도폭에서 보고되었으나 천영범 외(2017, 2018)는 이 두 지질도폭의 우보 단층이 서로 연결되지 않는 별개의 단층으로 판단하여 전자를 우보 단층 (I)로, 후자를 우보 단층 (II)로 구분하였다. 선산 지질도폭(1989)의 우보 단층 (I)은 대구광역시 군위군 소보면에서 구미시 도개면을 지나 영천상주고속도로를 따라 서북서 방향으로 약 20 km 연장되며, 백악기 불국사 화강암과 경상 누층군 낙동층을 절단한다. 구미시 도개면 다곡리 일대에서 화강암을 좌수향으로 어긋나게 하며, 그 변위는 300 m이다. 선산 지질도폭(1989)에 의하면 아마도 우보 단층이 활동한 후 다곡리의 화강암이 관입하고 그 후에 다시 단층의 작용을 받았을 것으로 추정하였다.

### 신녕 단층
신녕 단층(新寧 斷層, Sinnyeong Fault)은 경상북도 영천시 신녕면에서 대구광역시 군위군과 구미시를 지나 상주시 공성면까지 이어지는 연장 70 km 이상 대규모 서북서-동남동 방향 단층으로, 구미시 북부 장천면, 산동면, 해평면, 무을면 지역을 서북서-동남동 방향으로 통과한다. 선산 지질도폭(1989)에서는 대부분 낙동강의 충적평야 아래를 지나 인지가 어려우며 지표에서는 구미시 산동읍 적림리에서 확인되었다.
천영범(2018)은 신녕 단층을 조사하고 구미시 지역에서 장천면 묵어리, 해평면 괴곡리 2개 지점의 노두를 보고하였다.
구미시 장천면 묵어리 지점(북위 36° 08′ 14.59″ 동경 128° 32′ 25.84″ / 북위 36.1373861°  동경 128.5405111° )의 신녕 단층은 천영범(2018)에 의해 SN-5 노두로 명명되었다. 이 단층은 경상 누층군 하산동층의 담회색 사암과 석탄층을 경계 짓는다. 주 단층면은 북서 66°의 주향과 북동 72°의 경사를 가지나 인접한 부차 단층은 북서 56°의 주향과 주 단층과 반대방향인 남서 54°의 경사를 가진다. 단층 남쪽의 지층은 단층에 가까워질수록 단층의 주향과 평행하게 배열되고 습곡이 발달하나 북쪽의 지층에서는 지층의 경동(傾動)이나 습곡이 인지되지 않는다.
구미시 해평면 괴곡리 지점(북위 36° 10′ 28.14″ 동경 128° 24′ 51.72″ / 북위 36.1744833°  동경 128.4143667° )의 신녕 단층은 경상 분지의 기반암에 해당하는 선캄브리아기의 편마암과 편암을 절단한다. 단층경면에서는 좌수향 횡압축성 감각이 우세하며 이들이 먼저 형성된 정이동성 감각을 지우는 양상이 확인된다.
| 위치                        | 좌표                                                                          | 지질                            | 주향              | 경사              | 성향                    | 단층핵   | ESR 연대측정값 | 비고      |        |
| 영천시                      | 영천시                                                                        | 영천시                          | 영천시            | 영천시            | 영천시                  | 영천시   | 영천시         | 영천시    | 영천시 |
| --------------------------- | ----------------------------------------------------------------------------- | ------------------------------- | ----------------- | ----------------- | ----------------------- | -------- | -------------- | --------- | ------ |
| 영천시 신녕면 부산리 (SN-1) | 북위 36° 03′ 51.49″ 동경 128° 43′ 59.93″ / 북위 36.0643028° 동경 128.7333139° | 경상 누층군 점곡층 사암         | 북서 60°          | 고각              | 좌수향 주향이동         | 1.5 m    | -              |           |        |
| 군위군                      |                                                                               |                                 |                   |                   |                         |          |                |           |        |
| 군위군 산성면 백학리 (SN-2) | 북위 36° 04′ 28.24″ 동경 128° 42′ 23.83″ / 북위 36.0745111° 동경 128.7066194° | 경상 누층군 점곡층 사암         | 북서 87°          | 남서 ~72°         | 좌수향 주향이동         | 1 m 이내 | -              |           |        |
| 군위군 부계면 명산리 (SN-3) | 북위 36° 05′ 57.75″ 동경 128° 38′ 09.12″ / 북위 36.0993750° 동경 128.6358667° | 경상 누층군 일직층 사암         |                   |                   |                         |          | -              | 노출 불량 |        |
| 군위군 효령면 장군리 (SN-4) | 북위 36° 07′ 50.38″ 동경 128° 33′ 29.62″ / 북위 36.1306611° 동경 128.5582278° | 경상 누층군 하산동층 사암       | 북서 79°          | 고각              | 좌수향 주향이동         |          | -              |           |        |
| 구미시                      |                                                                               |                                 |                   |                   |                         |          |                |           |        |
| 구미시 장천면 묵어리 (SN-5) | 북위 36° 08′ 14.59″ 동경 128° 32′ 25.84″ / 북위 36.1373861° 동경 128.5405111° | 경상 누층군 하산동층 사암, 석탄 | 북서 66° 북서 56° | 북동 72° 남서 54° |                         |          | -              |           |        |
| 구미시 해평면 괴곡리 (SN-6) | 북위 36° 10′ 28.14″ 동경 128° 24′ 51.72″ / 북위 36.1744833° 동경 128.4143667° | 선캄브리아기 편마암, 편암       |                   |                   | 정이동, 좌수향 주향이동 |          | -              |           |        |

## 광산과 지하자원
구미시 내에는 석탄과 석재를 채굴하는 광산이 있다.

### 탄광
41호 광구는 경상 누층군 낙동층 하부의 석탄(무연탄)을 채굴하는 탄광으로 구미시 산동면 적림리에 위치한다. 일대의 지질은 경상 누층군 낙동층이 선캄브리아기 화강암질편마암을 부정합으로 덮으며 낙동층 하부에 함탄층이 있다. 함탄층에는 2매의 탄질셰일이 있으며 하부층은 폭 50~70 cm 이고 식물 화석이 산출되며 상부층은 셰일보다 흑색 사암이 두껍다. 1, 2, 3호 갱도가 있으며 1호는 북동 52°, 2호는 북동 20°, 3호는 북동 32° 방향으로 굴진되었다.

### 석재
4호 광구는 경상 누층군 낙동층의 세립질 사암을 가행 대상으로 하며 구미시 장천면 삼학동에 위치한다. 92호 광구는 흑운모 화강암을 대상으로 하며 구미시 지산동에 위치한다. 113호 광구는 김천 화강암을 대상으로 하며 선기동 덤바위에 위치한다.

## 같이 보기
- 한국의 지질
  - 경상 분지
  - 영남 지괴
- 경상 누층군
  - 낙동층
  - 하산동층
- 한국의 단층
  - 우보 단층
  - 신녕 단층